# Кръстьо Захариев
 Тази статия е за българския революционер.  За българския зограф вижте Кръстьо Захариев (зограф).  
Кръстьо Захариев или Зарев е български хайдутин и революционер, деец на Върховния македоно-одрински комитет.

## Биография
Кръстьо Захариев е роден в 1860 година или в 1861 година в сярското село Ореховец, тогава в Османската империя, днес Мармарас, Гърция. Става хайдутин и е помощник войвода на Стойо Костов. Заселва се в Дупница.
В 1895 година заедно със Стойо Костов взима участие в Четническата акция на Македонския комитет. След опожаряването на Доспат, заедно с войводата и още 15 хайдути се отделят от отряда и тръгват за Сярско, за да отвлекат богат турчин чифликчия от Алистрат. При нападението на чифлика през август войводата Дядо Стойо загива и четата се разпръсва. Помощник-войводата Захариев се връща, напада отново чифлика, съсича на малки парчета тялото на войводата и ги пръсва из полето, за да не се разбере за смъртта на стария войвода, страшилище за турците в региона.
През 1897 година в Дупница, по повод Гръцко-турската война е съставена чета на Върховния комитет, под войводството на Кръстьо Захариев, състояща се от тридесетина четници, към които се включва и Яне Сандански. Четата е получила оръжието си отново от българските офицерски патриотични дружества, чрез младите поручици Йордан Венедиков и Георги Морфов. Най-сериозният сблъсък на тази чета с турските войски е над село Пирин, в местността Дебели рид. Там след еднодневно сражение с около 150 души аскер, четата се измъква без нито един убит или ранен четник. Следва втора битка срещу около 250 души аскер, завършила също без загуби за четата. Край село Лопово четата отново е изненадана от аскер и при избухналото сражение е убит един четник, а Яне Сандански е ранен в ръката.
През май 1897 година по разпореждане на Гоце Делчев Захариев формира агитационна чета в България и преминава в Македония. Четата се състои от 25-30 души. Тя потегля от Дупница по направление долината на Струма. Четата не оправдава възложените и надежди и след няколко схватки с потерите се връща в България. По-късно Захариев отказва да се присъедини към ВМОРО.
Убит е на 27 август 1899 година на път за България в сражение с турски аскер в Мелнишко, край влашките колиби Лопово. Заедно с него загиват брат му Иван Захариев и Стоян Ангелов от Решково. Според съвременници те са предадени от активисти на ВМОРО - Тодор Капатовалията и даскал Коста Калиманцалията. Първият взема участие в потерята и дори Петър Манджуков му приписва ролята на екзекутор на цялата чета от засада.